# Rio Cuando
O rio Cuando (ou Kwando) é um rio da África Austral. Nasce no Planalto Central de Angola e corre para sueste, formando parte da fronteira entre aquele país e a Zâmbia; durante este percurso, o leito do rio é formado por ilhas e canais, com uma largura que varia entre cinco e dez quilômetros. Tem 735 km de comprimento.
Quando termina essa fronteira, o Cuando atravessa a Faixa de Caprivi na direção sudoeste, mudando novamente de direção para formar a fronteira daquela região da Namíbia com o Botsuana, correndo primeiro para sueste e depois para leste, onde vai desaguar no rio Zambeze. A curva do rio é pantanosa e aí se encontram dois parques nacionais Mudumo e Mamli, ambos em território namibiano. Esta porção do rio é conhecida por rio Linyanti ou pântano Linyanti. A porção seguinte, a caminho do Zambeze, é denominada Chobe.

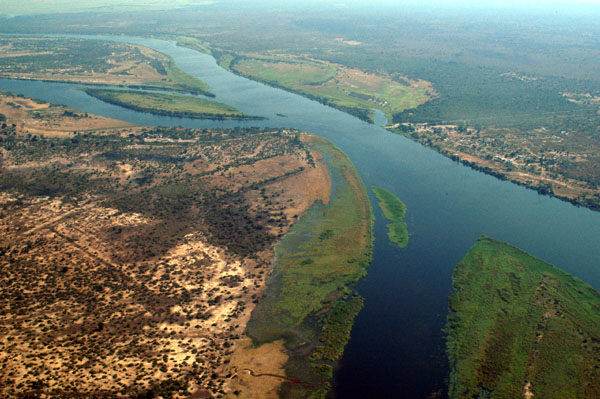
A confluência do Cuando (no centro, esquerda) e Zambeze.

Há cerca de 10 000 anos, o rio Cuando não fazia aquela curva, mas continuava a correr para sudoeste onde se encontrava com o Cubango para, mais a sul, onde neste momento é o deserto do Calaári, formarem o lago Macadicadi.
A contribuição deste rio para o volume de águas da bacia do Zambeze é muito pequena, devido à evaporação da água nos pântanos. Somente em anos de enchente o volume de agua afluído para o Zambeze é substancial. A efêmera bifurcação fluvial Vertedouro de Selinda (ou rio Maguegana) ainda conecta este rio à bacia do Calaári.
No lado norte do rio Chobe se encontram os Pântanos Caprivi, onde estão as ruínas da capital dos macololos, que conquistaram Barotze no século XIX.